# Škrpinjak
Škrpinjak je hrid u Korčulanskom otočju, u Pelješkom kanalu, a nalazi se oko 120 metara sjeverno od Sutvare.
Površina otoka je 910 m2, a visina 4 metra.

## Vanjske poveznice
|  | Zajednički poslužitelj ima još gradiva o temi Škrpinjak |